# Столетний старик, который вылез в окно и исчез
«Столетний старик, который вылез в окно и исчез» (швед. Hundraåringen som klev ut genom fönstret och försvann) — кинофильм Феликса Хернгрена с Робертом Густафссоном в главной роли, снятый по одноимённому роману шведского писателя Юнаса Юнассона, известному на русском языке также под названием «Сто лет и чемодан денег в придачу». Премьера фильма состоялась 25 декабря 2013 года. В рамках 64-го Берлинского международного кинофестиваля фильм был показан в секции Berlinale Special Galas.

## Сюжет
Аллан Карлссон попал в дом престарелых, после того как лиса убила его кота по кличке Молотов, который был единственным членом его семьи. Аллан, решив отомстить лисе, устанавливает взрывчатку с сосисками и взрывает хищницу.
В день столетнего юбилея старик решает уйти из дома престарелых через окно. Он отправляется на станцию Мальмкопинга, где покупает билет на автобус в один конец до Биринге. В здание вокзала входит нервный молодой человек с чемоданом, который не помещается вместе с ним в туалет. Парень просит старика присмотреть за чемоданом, но Аллан, торопясь на автобус, забирает его с собой. В доме престарелых сестра Алиса готовит торт для Аллана, приезжают гости из местной администрации и обнаруживают его исчезновение. Нервный юноша, увидев, что его чемодан пропал вместе со «сторожем», начинает охоту за стариком.
Аллан вспоминает свой жизненный путь: «На меня все кричали — от проводников до диктаторов». Отца Аллана выгнали из Швеции за пропаганду использования презервативов как средство спасения от голода и нищеты. Он основывает в революционной России свою республику на 15 квадратных метрах, где мог делать всё что угодно. Однако большевики его расстреляли. Семья Аллана получает вещи покойного отца Аллана, среди которых были яйцо Фаберже, матрёшка и фотоаппарат. Тогда Аллан увлёкся взрывами. Мать Аллана продала яйцо купцу Густавссону. Заканчивается первый жизненный рассказ Аллана на смерти его мамы.
Аллан вместе с чемоданом прибывает на станцию, на которой живёт бывший вор Юлиус Йонссон, также немолодой. Старик и вор становятся друзьями и начинают пить. Когда Аллан отлучился в туалет, к Юлиусу пришёл нервный парень, которого зовут Болт, и стал угрожать расправой, если тот не вернёт чемодан, однако вовремя вернувшийся Аллан вырубает Болта, они запирают незваного гостя в морозильную камеру, и Юлиус включает охлаждение. Затем решают узнать, что же находится в чемодане. Там оказывается большая сумма денег.
Аллан снова рассказывает о своей жизни. Спустя некоторое время он случайно взорвал купца Густавссона. За это преступление его отправляют в психиатрическую лечебницу, где он живёт до взросления. Когда он стал взрослым, его осматривает профессор по расовой биологии и, проанализировав его внешность, решает, что в его роду есть негры, так как его отец был революционно настроен, а сам Аллан имеет склонность к насилию. Профессор проводит Аллану операцию по «сохранению генов в себе, чтобы они никому не передались», то есть кастрацию. Но операция прошла успешно, и гены Аллана остались при нём.
В наше время лидер банды байкеров Never Again по кличке Щука никак не может дозвониться до Болта и звонит Ниму, боссу мафии, которому должен отдать деньги.
Наутро Юлиус обнаруживает, что Болт замёрз насмерть. Аллан вспоминает, как поступил работать на завод по производству артиллерийских снарядов, где познакомился с Эстебаном, который призывал отправиться в Испанию на борьбу против Франсиско Франко. Аллан соглашается, ибо на войне можно заняться любимым хобби — взрывами. Но когда приятели прибыли в Испанию, Эстебана тут же пристрелили за то, что он выкрикнул из окопа: «Смерть Франко!». Аллан неплохо проводит время в Испании, взрывая мосты, но вскоре ему это занятие надоедает. Выйдя на дорогу, чтобы попросить водителя попутной машины довезти до города, он случайно спасает жизнь самому Франко, которому грозила гибель от взрыва. Генерал благодарит Аллана за спасение, устраивает в честь него праздничный ужин и дарит ему личный револьвер. Аллан на вечере произносит тост за своего покойного друга-анархиста Эстебана, и Франко его подхватывает.
Тем временем Юлиус и Аллан решают избавиться от замёрзшего трупа. После того как покойника достали из холодильника, на его телефон пришли десятки оповещений об СМС и пропущенных звонках, так как в холодильнике связь не ловится. Отправившись по железной дороге, Юлиус и Аллан попадают на склад, где хранятся ящики с грузом для авиаперелётов. Вскрыв первый попавшийся ящик, старики вытаскивают из него груз и погружают внутрь труп. Напоследок Юлиус забирает жилетку с трупа себе, и они с Алланом заколачивают ящик, напоследок посмотрев лишь пункт назначения на ящике — Джибути. Дойдя до города, Юлиус и Аллан встречают Бенни, мужчину средних лет, который работает в ближайшем магазине и учится, хотя с его слов непонятно, где и на какую специальность. Представившись автостопщиками, старики садятся в машину к Бенни и продолжают путешествие вместе с ним. Тем временем инспектор Аронсон даёт о пропавшем столетнем старике, возможно, похищенном байкерами, объявление по радио, которое услышал в своей машине Лопух. Он звонит Щуке и говорит об объявлении ему, что заставляет главу байкеров начать переживать.
Бенни вместе со стариками заезжает на заправку, где видит газету, в которой сказано о похищении столетнего старика байкерами. Так как Юлиус был одет в жилетку погибшего Болта, Бенни решает, что Юлиус и есть байкер, который похитил Аллана. Вернувшись в машину, Бенни спрашивает на этот счёт Аллана, однако тот говорит, что Юлиус не байкер, и рассказывает всю историю с чемоданом с деньгами с начала в самых мелких подробностях.
США, разгар Второй мировой войны. Молодой Аллан обменял револьвер генерала Франко на разрешение работать в Штатах и теперь строит небоскрёбы. Его коллега рассказывает ему, что сейчас ищут людей для участия в проекте «Манхэттен» — американской программе разработки ядерного оружия. Аллан сначала думает, что проект как-то связан с алкогольным коктейлем «Манхэттен», но собеседник даёт ему понять, что это проект разработки самой мощной в мире бомбы. Старая любовь Аллана к взрывам забурлила внутри него, он пошёл добровольцем в армию и стал работать «мальчиком на побегушках» прямо на ядерном полигоне. Как-то, когда он подавал кофе Роберту Оппенгеймеру, у них завязался разговор о ядерной бомбе — Аллану не терпелось посмотреть на её испытания, но у Оппенгеймера не получалось сделать рабочий прототип — для детонации бомбы две части взрывчатого вещества внутри необходимо было соединить за пару мгновений до падения на землю, и учёные не могли найти способ сделать это, пока Аллан не предложил решить проблему динамитом. Эта мысль оказалась удачной и в итоге привела к первым в мире успешным испытаниям ядерной бомбы. Аллану выпала честь отпраздновать это событие за одним столом с тогдашним вице-президентом США Гарри Трумэном. Но празднование прерывает срочный телефонный звонок — президент Рузвельт умер. Трумэн покидает заведение, забыв на столе свою зажигалку. Аллан хотел её вернуть, но Трумэн отказался от неё, назвав её «зажигалкой вице-президента». По возвращении на родину Аллана тут же приглашают на ужин с премьер-министром Швеции. Там Аллану предлагают войти в комиссию по атомной энергетике — в надежде на то, что он поделится секретами разработки ядерного оружия, на что он охотно даёт согласие. Однако изрядно выпившего Аллана с теми же целями перехватывает советский физик Попов. Вместе с ним они идут по ночному Стокгольму к набережной, где их уже ждёт советская подлодка.
Наше время. Выбравшись за пределы города, путешественники обнаруживают, что в баке автомобиля вот-вот закончится бензин, и Бенни со стариками заезжает на виллу Сьотторп. Там они знакомятся с хозяйкой домика Гуниллой и просят её приютить их, обещая щедро заплатить. После недолгих уговоров Гунилла соглашается. Практически сразу герои знакомятся и с Соней — домашней слонихой Гуниллы, которую украл из цирка её бывший парень Рикки (как утверждает сама Гунилла, это было единственное хорошее, что он сделал). Пока герои ближе знакомятся друг с другом, на виллу приезжает и сам Рикки в надежде на восстановление отношений с Гуниллой. Она же не хочет его видеть и прогоняет. Для пущей убедительности Гунилла говорит Рикки, что Бенни её новый парень, и его она по-настоящему любит. Убитый горем Рикки возвращается домой и, рыдая, звонит своему брату, чтобы, что называется, «поплакаться в жилетку». Братом Рикки оказывается не кто иной, как Лопух. От Рикки он и узнаёт, что столетний старик вместе с деньгами сейчас находится дома у бывшей девушки его брата.
Снова в прошлое. Аллан и Юлий Попов уже прибыли в Москву. Попов рассказывает, что сначала для помощи в разработке ядерной бомбы агенты КГБ перехватили в Женеве Эйнштейна, но он им не помог, так как оказался Гербертом Эйнштейном — умственно отсталым братом-близнецом знаменитого Альберта. Раз Эйнштейн не помог Советскому Союзу, то теперь они попытают счастья с Алланом. Аллан говорит Сталину, что расскажет ему все секреты ядерной бомбы, но только после того, как опохмелится. Опохмел перерастает в массовую пьянку в Кремле. В разгаре гуляния Аллан сравнивает этот вечер с праздничным ужином у Франсиско Франко. Так как Сталин и Франко были идеологическими врагами, то, услышав эту фамилию, Сталин приходит в бешенство, а узнав о том, что Аллан спас испанскому диктатору жизнь, тотчас же отправляет его в ГУЛАГ. В ГУЛАГе Аллану не нравилось по многим причинам, но главной из них было отсутствие алкоголя. Это и сподвигло его на побег, который он решил организовать с помощью Герберта Эйнштейна, отбывавшего срок в том же лагере, — так как Эйнштейн был умственно отсталым, стража лагеря позволяла ему ходить где угодно, так как опасности он не представлял. Воспользовавшись этим, Аллан придумал план побега, однако он оказался чересчур сложным для слабого мозга Герберта, поэтому Аллан объясняет ему план целый год, пока, наконец, не сдаётся. Ночью Герберт показывает Аллану то, что он нашёл в прачечной, — это была ручная граната. Герберт случайно выдергивает из неё чеку, и Аллан сжимает её в руках, чтобы не произошла детонация. С этой проблемой Аллан и Герберт отправляются к солдатам. Аллан, за год уже выучивший русский язык, объясняет проблему, чем создаёт переполох в лагере. Воспользовавшись этим, он бросает гранату, которая попадает точно в кузов грузовика, полный ящиков с боеприпасами. Грузовик взрывается, боеприпасы начинают разлетаться, разрушая всё вокруг. Пока солдаты занимаются решением проблемы, Аллан и Герберт спокойно садятся в ближайшую машину и уезжают.
В нашем времени Лопух выпытывает у своего брата адрес его бывшей девушки и срочно отправляется туда. Приехав на виллу, Лопух угрожает Бенни, Юлиусу и Аллану пистолетом, требуя обратно свой чемодан с деньгами. Юлиус отдаёт чемодан Лопуху и тот проверяет наличие денег. Пока он возился с чемоданом, из дома на Лопуха выбегает взбешенная Гунилла с дробовиком. Испуганный Лопух пытается ретироваться, но поскальзывается на слоновьем навозе и начинает стрелять из пистолета. Испуганная Соня садится на Лопуха. Тот в последние мгновения своей жизни выпускает весь магазин в слоновий круп. Щука не может дозвониться до Лопуха, Ним в бешенстве хочет вернуть свои деньги, поэтому Щука решает снять со своей ноги полицейский браслет и поехать за деньгами лично. После смерти Лопуха Бенни и Гунилла приводят Соню в порядок, обрабатывая раны, Юлиус укладывает труп Лопуха в багажник его же машины, все на нервах и кричат, и лишь Аллан, сохраняя хладнокровное спокойствие, отправляется на озеро купаться.
Париж, 1968 год. На предприятиях происходят стачки, а на улицах — столкновения парижан и полиции, которые вошли в историю под названием «Красный Май», а Аллан и Герберт отправляются на бал-маскарад к министру иностранных дел Франции. Там Аллан встречает старого знакомого, Владимира Карпова, который в своё время работал при Сталине. Аллан ненароком выдает Владимира, который долгое время был советским шпионом. Его личность раскрывают, и тогда способностями Аллана заинтересовывается французское отделение ЦРУ. Они просят Аллана заняться шпионажем для США при помощи старого знакомого — физика Попова. В Москве Аллан с ним встречается, знакомится с его сыном Олегом, и объясняет ситуацию, но Попов боится казни за кражу секретных документов. Тогда Аллан предлагает отдать ЦРУ какие-нибудь ненужные документы КГБ, а взамен получить такую же информацию от ЦРУ для СССР. Аллан становится двойным агентом, занимающимся контрразведкой. В конце карьеры Аллану для более незаметного шпионажа вручают электронные наручные часы со встроенным диктофоном. У Белого дома Аллан случайно записывает спор президента Рейгана с садовником, который предлагал убрать с участка декоративную стенку, служившую забором. Включив эту запись в Кремле, Аллан заставляет президента Горбачёва думать, что речь идёт о Берлинской стене. У советского правителя создаётся впечатление, будто Рейган боится, что СССР её снесёт, поэтому через некоторое время Берлинская стена падает, Советский Союз распадается, а Аллан уходит на пенсию.
Выясняется, что Олег, сын Попова, всё так же поддерживает связь с Алланом и даже до сих пор пользуется подаренной им зажигалкой Трумэна. Олег Попов является директором логистической компании и звонит Аллану поздравить его с юбилеем, пока тот купается на озере. Аллан вкратце объясняет Олегу, чем он занимается, и Попов предлагает свою помощь в обретении укрытия от разъярённых бандитов. Щука тем временем направляется в сторону Сьотторпа, но не доезжает, пересекаясь с цирковым автобусом для перевозки слона, в котором замечает Аллана. Бросаясь в погоню за ними, Щука обгоняет автобус и перекрывает им дорогу. Попытка расстрелять автобус из револьвера проваливается, и тот на полной скорости врезается в машину Щуки. Юлиус, в планах сжечь машину погибшего Лопуха вместе с его трупом в багажнике, покупает на заправке канистру с бензином, но тут машину угоняют, так как Юлиус оставил в ней ключи. Юлиуса перехватывает автобус с оставшимися героями на заправке, где Бенни пытается привести в чувство раненого Щуку. Напуганная и злая Гунилла принимает решение: Щука приходит в себя, забирает свой чемодан — и всё возвращается на круги своя. Однако появляется новая проблема: очнувшийся Щука потерял память, и чемодан теперь ему не нужен, ведь он даже не помнит, кто он такой. Олег звонит Аллану, чтобы узнать, куда он хочет сбежать. Аллан спрашивает об этом у Щуки, и первое, что приходит ему в голову, — Бали, ведь именно туда Щука должен был отправить деньги боссу. Бенни, Гунилла, Юлиус, Аллан и Соня отправляются самолётом на Бали, где обретают покой. Разъезжая по Бали на машине, Бенни, Аллан и Юлиус натыкаются на босса мафии Нима — они оказались на одной дороге в соседних машинах. Пока Ним размышлял, как атаковать Аллана, его самого сбивает грузовик, ведь босс ехал по встречной полосе.
В последней сцене фильма все пятеро отдыхают на берегу моря, и Аллан подталкивает Бенни признаться в любви Гунилле, ведь между этими двумя уже давно наклёвываются отношения. Дав ему смутную напутственную речь, Аллан с удовлетворением наблюдает за их первым поцелуем. Вернувшийся с выпивкой Юлиус слышит крики Гуниллы в сторону Аллана за то, что он наговорил Бенни. Интересуясь причинами криков, Аллан отвечает ему и зрителю словами из начала фильма: «На меня все кричали — от проводников до диктаторов…».

## Производство
Продюсерами фильма стали Феликс Хернгрен, Патрик Небут, Мальте Форселл и Хенрик Янссон-Швейцер. В продюсерскую группу также входили NICE Scripted Entertainment и FLX. Бюджет фильма составил 63 миллиона шведских крон. В 2016 году вышел сиквел фильма под названием «Стооднолетний старик, который не заплатил и исчез».

Логотип экранизации книги Сто лет и чемодан денег в придачу

## В ролях
- Роберт Густавссон — Аллан Карлссон
- Ивар Винкладер — Юлиус
- Дэвид Виберг — Бенни
- Мия Шерингер — Гунилла
- Ральф Карлссон — инспектор Аронсон
- Йенс Хультен — Щука
- Алан Форд — Пим
- Дэвид Шеклтон — Герберт Эйнштейн
- Георг Николов — Юлий Попов, советский физик
- Сергей Меркушев — Олег
- Кольдо Лосада — Франсиско Франко
- Керри Шейл — Гарри Трумен
- Филип Рёш — Роберт Оппенгеймер
- Кит Шентер — Рональд Рейган
- Юхан Реборг — Таге Эрландер
- Альгирдас Ромуальдас — Иосиф Сталин
- Цвет Лазар — Лаврентий Берия
- Сигитас Ракис — Михаил Горбачёв
- Дагни Карлссон — новая постоялица дома престарелых

## Критика
Фильм имеет на Rotten Tomatoes рейтинг одобрения 68 %, основанный на 80 рецензиях, со средней оценкой 6/10. Консенсус гласит: «Его попытки вызвать смех могут быть столь же неуклюжими, как и его название, но для зрителей это гармония абсурдного юмора. „100-летний старик, который вылез из окна и исчез“ предлагает многое, что можно порекомендовать». На Metacritic фильм получил 58 баллов из 100 на основании оценок 15 критиков, что означает «смешанные или средние отзывы».

## Награды
| Награды и номинации                  | Награды и номинации               | Награды и номинации                             | Награды и номинации | Награды и номинации |
| Награда                              | Категория                         | Номинант                                        | Результат           |                     |
| ------------------------------------ | --------------------------------- | ----------------------------------------------- | ------------------- | ------------------- |
| «Оскар»                              | Лучший грим и причёски"           | Лав Ларсон и Эва фон Бар                        | Номинация           |                     |
| «Сатурн» (премия, 2016)              | Лучший фильм на иностранном языке | Феликс Хернгрен, Мальте Форселль, Хенрик Янссон | Номинация           |                     |
| «Гойя» (премия, 2015)                | Лучший европейский фильм          | Феликс Хернгрен, Мальте Форселль, Хенрик Янссон | Номинация           |                     |
| Премия Европейской киноакадемии 2014 | Приз зрительских симпатий         | Феликс Хернгрен, Мальте Форселль, Хенрик Янссон | Номинация           |                     |